# Realtek
Realtek Semiconductor Corp. (Chinese: 瑞昱半導體股份有限公司; pinyin: Ruìyù Bàndǎotǐ Gǔfèn Yǒuxiàn Gōngsī), là một công ty bán dẫn có trụ sở tại Hsinchu Science Park, Hsinchu, Đài Loan. Realtek được thành lập vào tháng 10 năm 1987 và sau đó được niêm yết trên Taiwan Stock Exchange năm 1998. Realtek  hiện đang sản xuất và bán nhiều loại vi mạch trên toàn cầu và các dòng sản phẩm của nó bao gồm ba loại: IC mạng truyền thông, IC ngoại vi máy tính và IC đa phương tiện. Tính đến 2019, Realtek sử dụng 5.000 nhân viên, trong đó 78% làm việc trong lĩnh vực nghiên cứu và phát triển..

## Sản phẩm
- Các sản phẩm vi mạch mạng truyền thông do Realtek sản xuất và tiếp thị bao gồm: Card mạng (cả bộ điều khiển Ethernet 10/100M truyền thống và bộ điều khiển gigabit Ethernet tiên tiến hơn), bộ điều khiển lớp vật lý (PHYceivers), bộ điều khiển switch, bộ điều khiển gateway, IC mạng LAN không dây, cũng như bộ điều khiển router ADSL. Đặc biệt, bộ điều khiển 10/100M Fast Ethernet RTL8139 series đã đạt đến đỉnh cao vào cuối những năm 1990, và tiếp tục chiếm một thị phần đáng kể và cuối cùng chiếm ưu thế trên thị trường toàn thế giới trong những năm tiếp theo.
- Các thiết bị được phân loại là sản phẩm vi mạch ngoại vi máy tính của Realtek bao gồm codec âm thanh AC'97 truyền thống, codec High Definition Audio, bộ điều khiển đầu đọc thẻ, bộ tạo xung nhịp và IC IEEE 1394.
- Các sản phẩm vi mạch đa phương tiện bao gồm Bộ điều khiển màn hình LCD, Bộ điều khiển TV LCD và Bộ xử lý phương tiện kỹ thuật số.

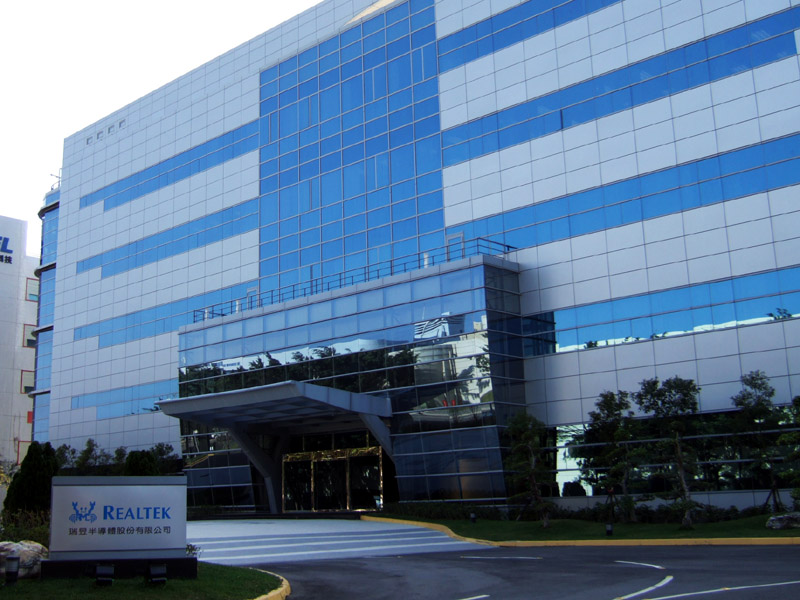
Trụ sở Realtek tại Hsinchu Science Park

### Sản phẩm đáng chú ý

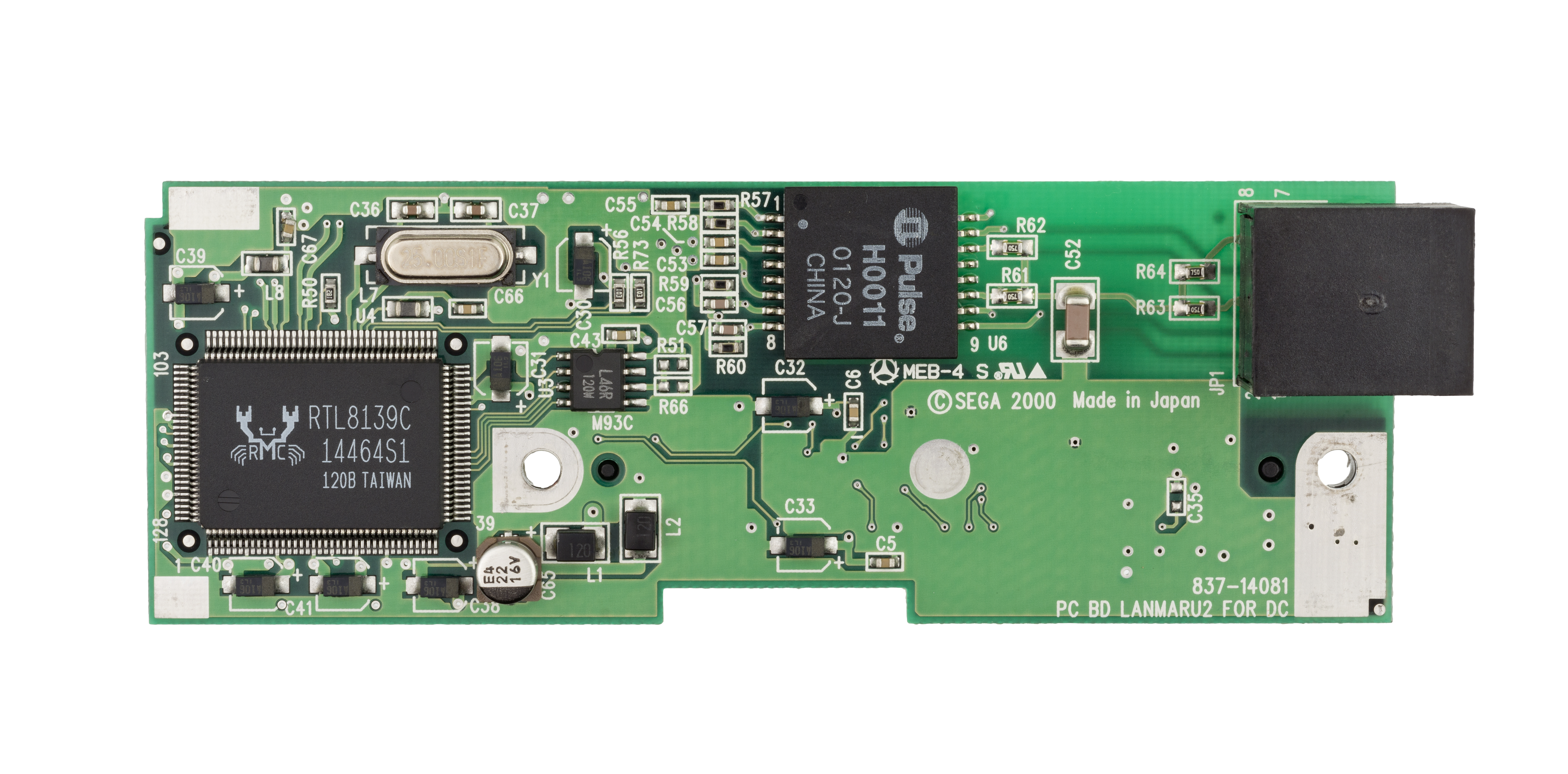
Chip RTL8139C như được thấy trên bộ điều hợp băng thông rộng cho bảng điều khiển trò chơi điện tử Sega Dreamcast

Những sản phẩm đáng chú ý của Realtek bao gồm bộ điều khiển 10/100M Ethernet (chiếm 70% thị phầm toàn cầu năm 2003) và audio codecs (AC'97 và Intel HD Audio), nơi Realtek có 50% thị phần vào năm 2003 và 60% thị phần vào năm 2004, chủ yếu tập trung vào phân khúc thị trường âm thanh tích hợp OEM trên bo mạch. Tính đến  năm 2013, codec ALC892 HD Audio và chip RTL8111 Gigabit Ethernet đã trở thành những sản phẩm được yêu thích đặc biệt của OEM, cung cấp mức giá thấp và bộ tính năng cơ bản. NIC dựa trên RTL8139 được mệnh danh là "thẻ cua" ở Đài Loan, ám chỉ đến vẻ ngoài giống như con cua của logo Realtek.

### Chipset cho trình phát và ghi đa phương tiện HD

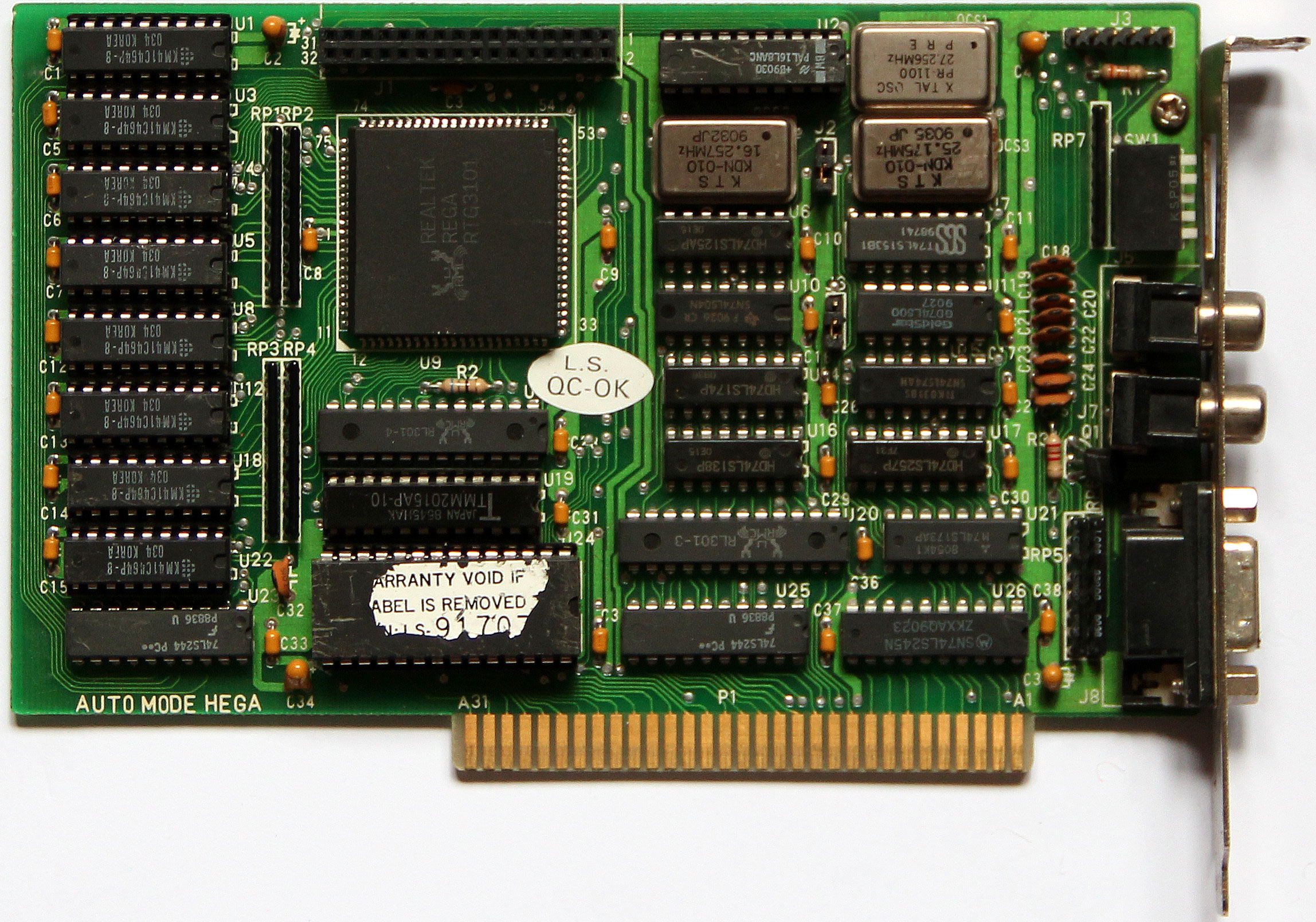
Card đồ hoạ EGA với Realtek RTG3101

Sự phổ biến ngày càng tăng của các trình phát phương tiện HD trong năm 2009 đã dẫn đến sự gia nhập của Realtek vào thị trường này. Series đầu tiên, các mẫu 1xx3  được bán với giá thấp hơn các chipset chất lượng tương tự của các đối thủ cạnh tranh của Realtek. (Các đối thủ chính là Sigma Media Player.)
Realtek đã sản xuất ba phiên bản chính của Realtek 1xx3 và một số biến thể nhỏ. Ba phiên bản chipset 1xx3 chính (1073, 1183 và 1283) đều có cùng một chip về hỗ trợ định dạng và hiệu suất, điểm khác biệt duy nhất là khả năng ghi lại các nguồn AV trong 1283. Hỗ trợ HD Audio trong 1xx3 được cải thiện qua các đời chipset với một số bản sửa đổi. Cả hai phiên bản DD và CC của chipset đều bổ sung hỗ trợ âm thanh HD-7.1 đầy đủ cho chipset.
Tất cả trình phát 1073 đều được xây dựng trên một SDK chung (firmware + OS) cung cấp bởi Realtek. Điều này có nghĩa là chúng đều giống nhau về hiệu suất và giao diện. Điều đó cũng có nghĩa là việc sản xuất những trình phát này rất dễ dàng đối với các nhà sản xuất, tất cả những gì họ phải làm là tạo ra phần cứng và Realtek cung cấp phần mềm.
Những trình phát quan trọng từ Realtek 1073 là Xtreamer ban đầu, the Asus O! Play HD, ACRyan PlayOn và Mede8er MED500X. Các nhà sản xuất đã phát hành hàng trăm trình phát Realtek 1073.
Đầu năm 2011 Realtek phát hành series 1xx5, bao gồm 1055, và 1185. đây là phiên bản kế nhiệm của 1073 series. Cả ba chip đều chạy ở tốc độ 500Mhz giúp tăng hiệu suất một chút. Mặt khác, các chip cung cấp hỗ trợ định dạng toàn diện giống như thế hệ trước. Tất cả các chip đều chạy cùng một Realtek SDK4 Casablanca, cung cấp trải nghiệm người dùng được cải thiện (về mặt thẩm mỹ, bổ sung lập chỉ mục phương tiện, hình thu nhỏ ...) từ stock SDK. Cũng như phiên bản mới hơn của chipset 1xx8, 1xx5 hỗ trợ downmix và passthrough qua âm thanh HD 7.1 đầy đủ.
Realtek đã phát hành thế hệ chipset tiếp theo của mình, dòng 1xx6 1186, vào đầu tháng 10 năm 2011. Chúng chạy ở tốc độ 750Mhz, hỗ trợ HDMI 1.4, có khả năng 3D bao gồm 3D ISO,và có thể khởi động kép vào Android. Trình phát 1186 chính bao gồm Mede8er X3D Series (MED1000X3D, MED800X3D, MED600X3D), Xtreamer Prodigy 3D và HiMedia 900B.

## Lỗ hổng bảo mật
Theo phân tích toàn diện do Symantec công bố năm 2011 liên quan đến virus Stuxnet, chứng chỉ kỹ thuật số của Realtek dành cho Windows đã bị xâm phạm, cho phép kẻ tấn công ký kỹ thuật số các trình điều khiển độc hại mà người dùng không được thông báo. Chứng chỉ sau đó đã bị Verisign thu hồi: "Những kẻ tấn công sẽ cần lấy chứng chỉ kỹ thuật số từ một người nào đó có thể đã vào cơ sở của hai công ty (Realtek và JMicron) và đánh cắp chúng, vì hai công ty ở gần nhau." báo cáo cho biết.